# (3777) McCauley
(3777) McCauley est un astéroïde de la ceinture principale.

## Description
(3777) McCauley est un astéroïde de la ceinture principale. Il fut découvert le 5 mai 1981 à l'Observatoire Palomar par Carolyn S. Shoemaker. Il présente une orbite caractérisée par un demi-grand axe de 2,28 UA, une excentricité de 0,16 et une inclinaison de 4,2° par rapport à l'écliptique.

## Compléments